# Hans Becher (Heimatforscher)
Hans Becher (* 9. März 1906 in Schwarzenberg/Erzgeb.; † 19. Februar 2004) war ein deutscher Heimatforscher und der Mitbegründer des Museums „Erzgebirgisches Eisen und Zinn“ auf dem Schloss Schwarzenberg im Erzgebirge. Als solcher war er wesentlich an der Sammlung der Ausstellungsgegenstände sowie dem Ausbau der Bibliothek mit zahlreichen historischen Büchern und Drucken zur Geschichte der Stadt Schwarzenberg und Umgebung beteiligt.
Nach dem Besuch der Schwarzenberger Realschule lernte er in der Erzgebirgische Schnittwerkzeug- und Maschinenfabrik (ESEM) den Beruf des Werkzeugmachers. Danach wurde er in den Sächsischen Staatslehranstalten in Chemnitz zum Techniker und Ingenieur ausgebildet. Nach einer zwischenzeitlichen Tätigkeit in der Firma Nier in Beierfeld und bei DKW in Zschopau arbeitete Becher von 1939 bis zu seinem Ruhestand als Ingenieur in seinem Lehrbetrieb, dem späteren VEB Formenbau Schwarzenberg.
Becher gründete 1947 das Museum der Stadt Schwarzenberg mit und veröffentlichte zahlreiche Monographien und Beiträge in den regionalen Periodika u. a. zur Geschichte des Schlosses Schwarzenberg sowie zur Wirtschaftsgeschichte der Region. Zu nennen sind u. a. sein Beitrag über den erzgebirgischen Nagelschmiedeaufstand, bei dem im Rahmen der Maschinensturmbewegung 1848 zwei Nagelfabriken in Elterlein und Mittweida zerstört und geplündert wurden sowie der Tourist Wanderatlas Schwarzenberg, Johanngeorgenstadt, Auersberg, Rittersgrün. 1992 wurde ihm die Ehrenmitgliedschaft des Fördervereins Pferdegöpel Johanngeorgenstadt verliehen, an dessen Rekonstruktion er mitgearbeitet hatte.
Becher verbrachte seinen Lebensabend im Altersruhesitz Gut Förstel in Langenberg, starb 2004 im Alter von 97 Jahren und wurde auf dem Friedhof in Wildenau beigesetzt.

## Veröffentlichungen (Auswahl)
- Über die wirtschaftliche Entwicklung des Schwarzenberger Gebietes. In: Der Heimatfreund (I) 1/1971, (II) 8/1971
- Aufstand der erzgebirgischen Nagelschmiede im Kreisamt Schwarzenberg 1848. In: Erzgebirge 1973: Jahrbuch für sozialistische Heimatkunde, S. 35–54
- Das Museum „Erzgebirgisches Eisen“ in Schwarzenberg. In: Der Heimatfreund für das Erzgebirge 19 (1974) 3, S. 68–71
- Die Funde in der Turmkugel des Schwarzenberger Schlosses. In: Erzgebirgische Heimatblätter, 23 (1978) 7, S. 165–167
- Zwischen Fichtelberg und Klinovec. In: Erzgebirgische Heimatblätter, 23 (1978) 9, S. 197–201
- Schwarzenberg: Stadtgeschichte (gemeinsam mit Holger Nielitz), Museum Erzgebirgisches Eisen und Zinn Schwarzenberg, 1984
- Schloss Schwarzenberg: Baugeschichte, Ereignisse, Museum Erzgebirgisches Eisen und Zinn Schwarzenberg, 1984
- Schwarzenberg, Johanngeorgenstadt, Auersberg, Rittersgrün, Tourist Wanderatlas, 1. A. 1981, 2. A. 1984, 3. A. (gemeinsam mit Christian Teller) 1987